# Élections législatives bas-canadiennes de 1810
Les élections législatives bas-canadiennes de 1810 se sont déroulées du 12 mars 1810 au 21 avril 1810 au Bas-Canada afin d'élire les députés de la 7e législature de la Chambre d'assemblée. 

## Chronologie
- 1er mars 1810 : Proclamation annonçant les élections générales.
- 12 mars 1810 : Émission des brefs.
- 21 avril 1810 : Retour des brefs.
- 12 décembre 1810 : Ouverture de la 1re session de la 7e législature par le gouverneur James Henry Craig.

## Résultats
| Canadiens | Bureaucrates | Non affiliés |
| 32 sièges | 10 sièges    | 8 sièges     |

### Résultats par district électoral
- Bedford : Alexis Desbleds
- Buckingham n° 1 : Louis Legendre
- Buckingham n° 2 : Jean-Baptiste Hébert
- Cornwallis n° 1 : Joseph Le Vasseur Borgia
- Cornwallis n° 2 : Joseph Robitaille
- Devon n° 1 : Jean-Baptiste Fortin
- Devon n° 2 : François Bernier
- Dorchester n° 1 : Pierre Langlois
- Dorchester n° 2 : John Caldwell
- Effingham n° 1 : Joseph Malboeuf dit Beausoleil
- Effingham n° 2 : Joseph Meunier
- Gaspé : George Pyke
- Hampshire n° 1 : François-Xavier Larue
- Hampshire n° 2 : François Huot
- Hertford n° 1 : François Blanchet
- Hertford n° 2 : Étienne-Ferréol Roy
- Huntingdon n° 1 : Jean-Antoine Panet
- Huntingdon n° 2 : Edme Henry
- Kent n° 1 : Louis-Joseph Papineau
- Kent n° 2 : Pierre-Dominique Debartzch
- Leinster n° 1 : Jacques Archambault
- Leinster n° 2 : Denis-Benjamin Viger
- Comté de Montréal n° 1 : Jean-Baptiste Durocher
- Comté de Montréal n° 2 : Louis Roy Portelance
- Montréal-Est n° 1 : Stephen Sewell
- Montréal-Est n° 2 : Joseph Papineau
- Montréal-Ouest n° 1 : Étienne Nivard Saint-Dizier
- Montréal-Ouest n° 2 : Archibald Norman McLeod
- Northumberland n° 1 : Joseph Drapeau
- Northumberland n° 2 : Thomas Lee
- Orléans : Charles Blouin
- Comté de Québec n° 1 : Louis Gauvreau
- Comté de Québec n° 2 : Jean-Baptiste Bédard
- Basse-ville de Québec n° 1 : Pierre Bruneau
- Basse-ville de Québec n° 2 : John Mure
- Haute-ville de Québec n° 1 : Claude Dénéchau
- Haute-ville de Québec n° 2 : James Irvine
- Richelieu n° 1 : Louis Bourdages
- Richelieu n° 2 : Hyacinthe-Marie Simon dit Delorme
- Saint-Maurice n° 1 : François Caron
- Saint-Maurice n° 2 : Michel Caron
- Surrey n° 1 : Pierre-Stanislas Bédard
- Surrey n° 2 : Joseph Bédard
- Trois-Rivières n° 1 : Mathew Bell
- Trois-Rivières n° 2 : Thomas Coffin
- Warwick n° 1 : Louis Olivier
- Warwick n° 2 : James Cuthbert
- William-Henry : Edward Bowen
- York n° 1 : Pierre Saint-Julien
- York n° 2 : François Bellet

## Sources
- Section historique du site de l'Assemblée nationale du Québec